# Gaspar Boccaro

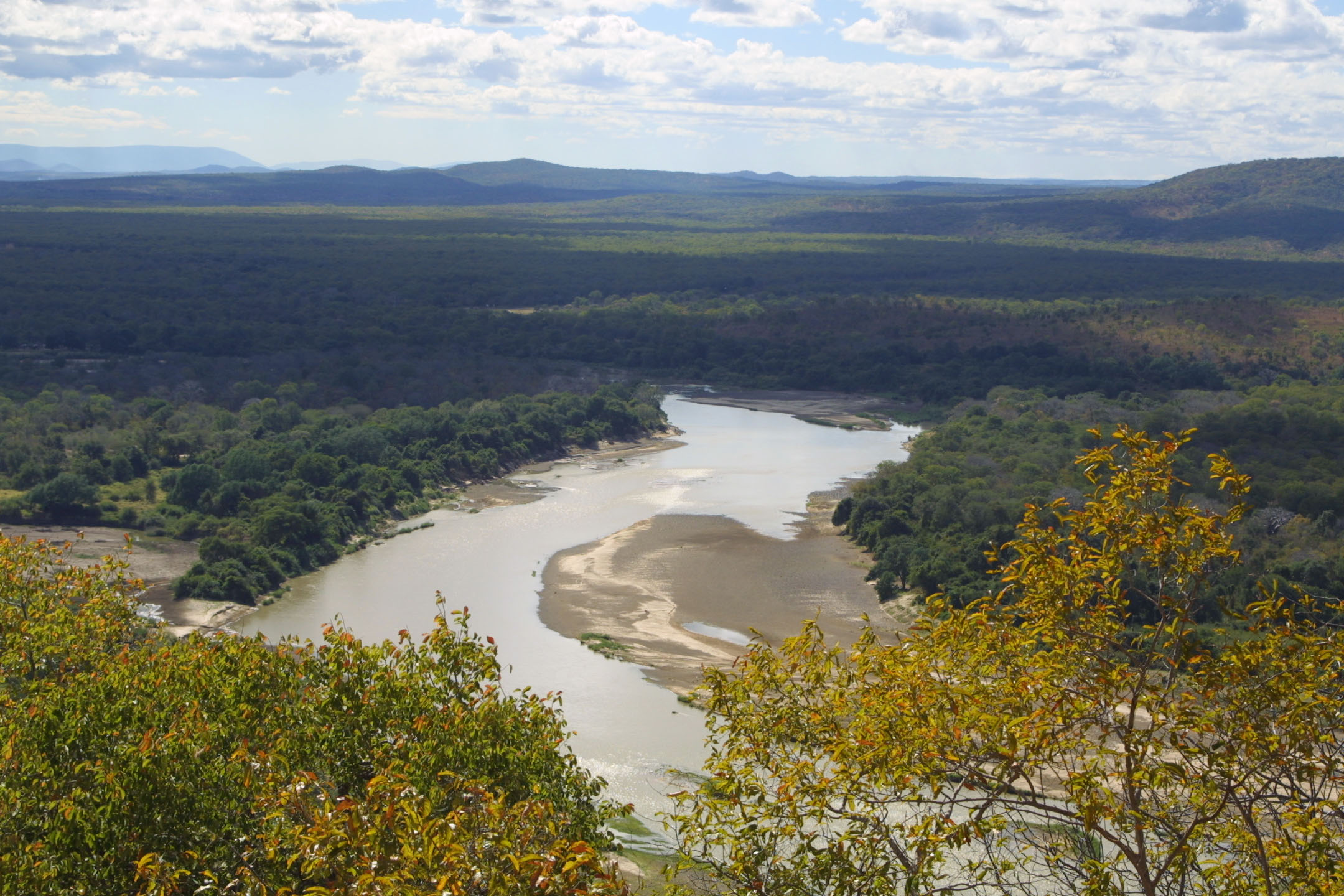
Řeka Luangwa po níž Gaspar Boccaro dospěl k Indickému oceánu

Gaspar Boccaro (17. století) byl portugalský cestovatel v Africe. V letech 1612–1615 cestoval z Portugalska do Mombasy, kde pobýval dva roky. Poté v roce 1616 se vydal po řece Zambezi k jezeru Cahora Bassa a pak k jezeru Malawi. Cestou zpět objevil jezero Niasa a po překonání řeky Shire postupoval podél řek Luangwa a Ruvuma až k Indickému oceánu. Podél pobřeží putoval až do přístavu Kilwa Kisiwani v Tanzanii. Byl prvním kdo procestoval tyto končiny. Jím objevené cesty však nebyly využívány a časem se na ně zapomnělo.